# Hyperions Schicksalslied
Hyperions Schicksalslied ist der Titel eines berühmten Gedichts von Friedrich Hölderlin. Es erschien im zweiten, 1799 veröffentlichten Band seines Briefromans Hyperion oder Der Eremit in Griechenland.
Die freirhythmischen Verse, in denen die lyrischen Elemente des Romans gipfeln, umschreiben den großen Abstand zweier Bereiche: Der schicksallosen Ruhe und seligen Heiterkeit der Götterwelt wird das Leiden des menschlichen Daseins gegenübergestellt.

## Text

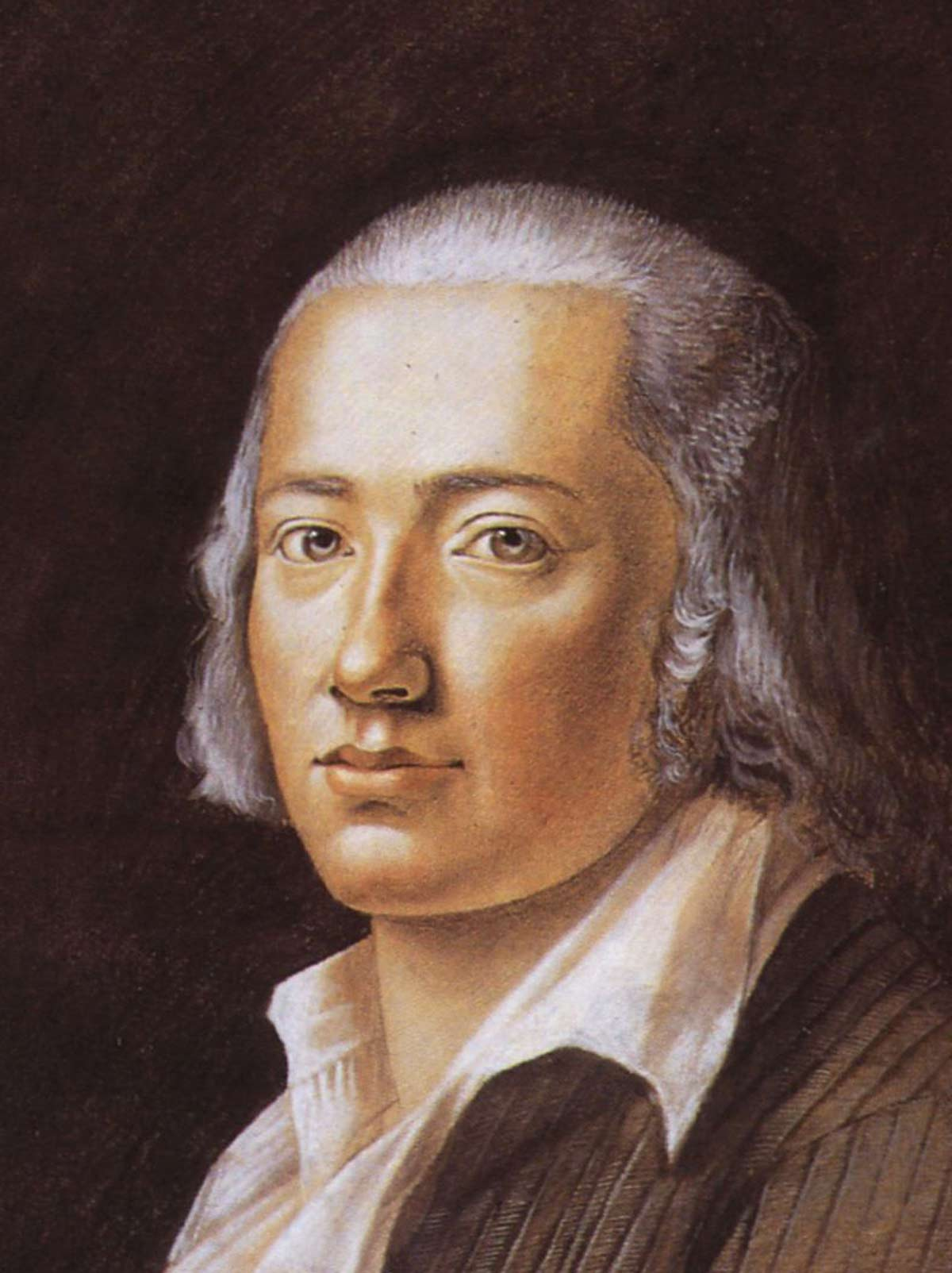
Friedrich Hölderlin, Pastell von Franz Karl Hiemer, 1792

Die drei Strophen lauten:
Ihr wandelt droben im Licht

Auf weichem Boden, selige Genien!

Glänzende Götterlüfte

Rühren euch leicht,

Wie die Finger der Künstlerin

Heilige Saiten.

Schicksallos, wie der schlafende

Säugling, atmen die Himmlischen;

Keusch bewahrt

In bescheidener Knospe,

Blühet ewig

Ihnen der Geist,

Und die seligen Augen

Blicken in stiller

Ewiger Klarheit.

Doch uns ist gegeben,

Auf keiner Stätte zu ruhn,

Es schwinden, es fallen

Die leidenden Menschen

Blindlings von einer

Stunde zur andern,

Wie Wasser von Klippe

Zu Klippe geworfen,

Jahr lang ins Ungewisse hinab.

## Hintergrund
In seiner dualistischen Struktur trennt das Gedicht das Reich göttlicher Idealität in den ersten zwei Strophen von der grausamen Realität des Menschen in der Endstrophe.
Schon in den Homer zugeschriebenen Epen – vor allem der Odyssee – werden die fundamentalen Unterschiede zwischen dem heiter-sorglosen und ewigen Leben der Götter und dem mühevollen und begrenzten Dasein der Menschen immer wieder beleuchtet.
Die Odyssee schildert den leid- und gefahrvollen Weg des listenreichen Odysseus während seiner zehnjährigen Heimreise nach Ithaka. Im sechsten Gesang der von Friedrich Schiller gelobten Übertragung durch Johann Heinrich Voß ist vom „hohen Olympos, der Götter ewigem Wohnsitz“ die Rede. Diese Sphäre sei „nie von Orkanen erschüttert, von Regen nimmer beflutet / Nimmer bestöbert von Schnee, die wolkenloseste Heitre / Wallet ruhig umher und deckt ihn mit schimmerndem Glanze: / Dort erfreut sich ewig die Schar der seligen Götter.“

## Besonderheiten
Es lässt sich nicht feststellen, ob Hölderlin das Gedicht, dessen Überschrift nicht von ihm stammt, bereits vor der Vollendung des Romans geschrieben und dann in den Hyperion eingefügt hat. Wie bei seinen Oden – etwa der Abendphantasie oder der Kurzode An die Parzen – rückte er auch hier die Verse treppenförmig ein.
Die Eingängigkeit der Strophen kann dazu verleiten, sie als lyrische Bilanz und Quintessenz von Hyperions Dasein zu betrachten. Sie stehen indes nur für einen momentanen, später überwundenen Zustand der Zerrissenheit, dem Tiefpunkt seines Leidens, an dem er Verlust und Vergänglichkeit im Übermaß erlebt. Da sich seine Weltsicht schmerzvoll polarisiert, stellt er die zeitlose Sphäre der Götter und das elende Dasein der Menschen unversöhnlich einander gegenüber.
Hölderlin lässt seinen Helden das Lied an einer besonderen Stelle singen. Nach dem Abschied von Alabanda, der mit dem Schiff in die Ferne zog und ihn am Ufer zurückließ, muss er bis zum Abend auf das Fahrzeug warten, das ihn nach Kalaurea bringen soll. So blickt er hinaus aufs Meer und singt das Lied zum Spiel der Laute. Kaum geendet, läuft ein Boot mit seinem Diener ein, der ihm nicht nur den lyrisch-tiefsinnigen, von stiller Todesbereitschaft kündenden Abschiedsbrief Diotimas überbringt, sondern auch die Nachricht von ihrem Tode.
Hölderlin selbst, der, wie Hegel, den kantischen Dualismus überwinden wollte, verharrte nicht an dieser Stelle der Hoffnungslosigkeit: Der briefeschreibende Erzähler hat diese Stufe der Verzweiflung bereits überwunden, indem er die Frage Bellarmins nach seinem Befinden mit den Worten beantwortet: „Bester! ich bin ruhig, denn ich will nichts Bessers haben, als die Götter. Muß nicht alles leiden? Und je trefflicher es ist, je tiefer! Leidet nicht die heilige Natur?“
Indem das Lied unmittelbar vor der Versöhnung steht, verdeutlicht es den Abstand des Erzählers von seinen leidvollen Erfahrungen, auf die er nun reflektierend zurückblicken kann.
Eine ähnliche Bedeutung hat Goethes Lied der Parzen in seinem Drama Iphigenie auf Tauris, an das sich Iphigenie kurz vor ihrer Rettung erinnert und das den Abstand der Welten ebenso deutlich ausmalt.„Es fürchte die Götter das Menschengeschlecht / Sie halten die Herrschaft / In ewigen Händen... Sie aber, sie bleiben / In ewigen Festen / An goldenen Tischen./ Sie schreiten vom Berge / Zu Bergen hinüber...“
Kurz vor dem Ende des Romans steht die bittere Zeitkritik seiner Scheltrede („So kam ich unter die Deutschen“). Hyperion erkennt Handwerker, Denker und Priester, „Herrn und Knechte, Jungen und gesetzte Leute, aber keine Menschen – ist das nicht wie ein Schlachtfeld, wo Hände und Arme und alle Glieder zerstückelt untereinanderliegen, indessen das vergoßne Lebensblut im Sande zerrinnt?“
Hyperion strebt eine neue Gemeinschaft an, die Einheit mit der göttlichen Natur.
Das Werk endet somit nicht in der Verzweiflung oder der Zerrissenheit des Schicksalsliedes. Eine neue „Seligkeit“ geht dem Herzen auf, das die „Mitternacht des Grams“ erdulden muss und so „wie Nachtigallgesang im Dunkeln, göttlich erst in tiefem Leid das Lebenslied der Welt“ vernehmen kann. In dieser Einheit mit den „blühenden Bäumen“ hört er die „klaren Bäche wie Götterstimmen säuseln“ und spürt, wie diese Klänge ihn von den Schmerzen erlösen.

## Vertonungen

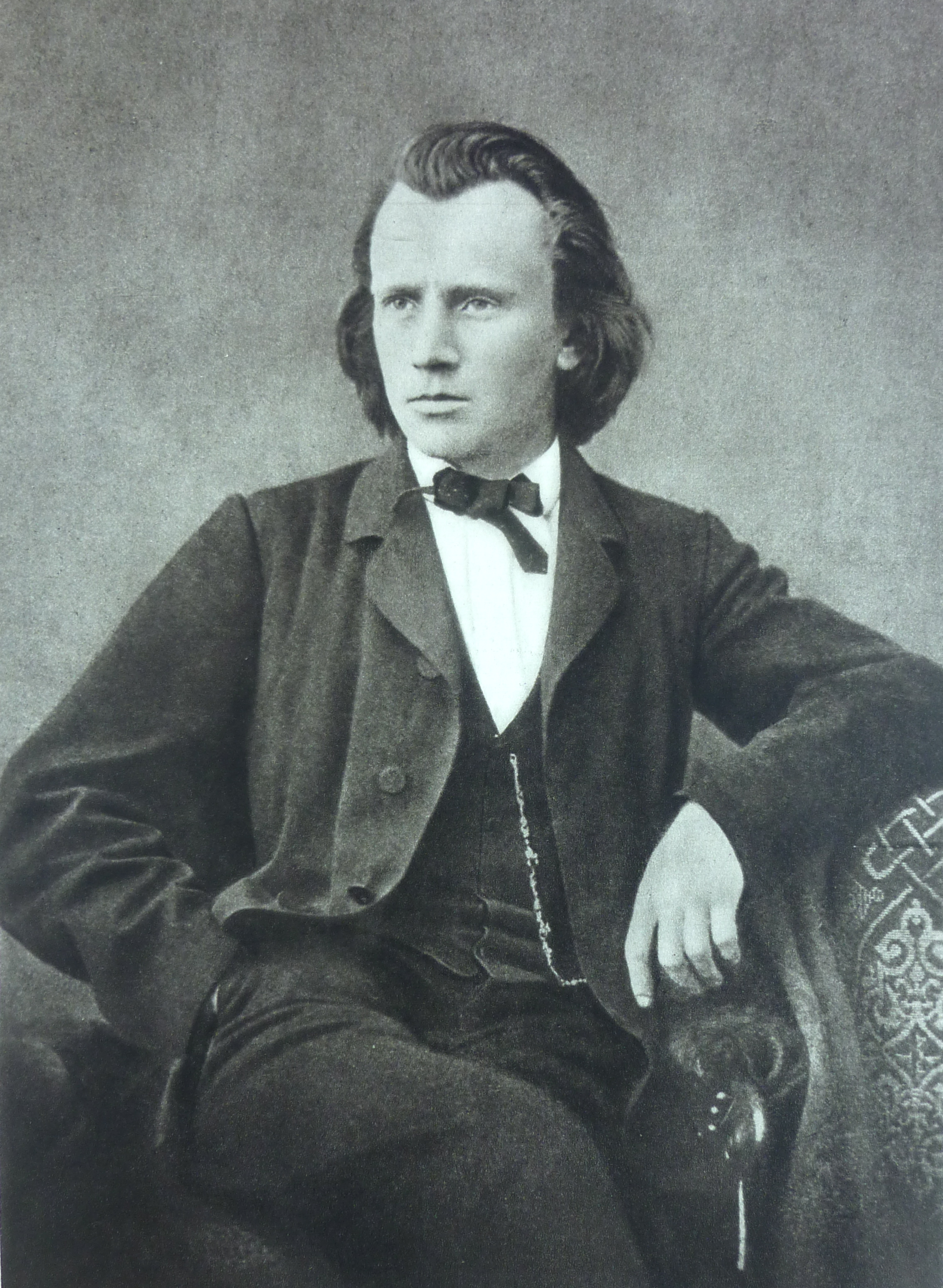
Johannes Brahms (um 1866)

Die Verse sind mehrfach vertont worden. In seinem Schicksalslied für gemischten Chor und Orchester op. 54 von 1871 hebt Johannes Brahms den Gegensatz zwischen den Welten durch rhythmische und dynamische Mittel drastisch hervor, wenn er sein Werk auch tröstlich ausklingen lässt und sich so von der Hoffnungslosigkeit der letzten Strophe zu distanzieren scheint. Als Blues haben Die Grenzgänger das Schicksalslied auf ihrem „Hölderlin“-Album (2020) interpretiert: die ersten beiden Strophen wie ein Kirchenchoral, mit rauher, verfremdeter Stimme im Stil von Tom Waits und Howlin’ Wolf, gefolgt von Kirchenglocken, die die erste Zeile der dritten Strophe einläuten: „Uns ist gegeben auf keiner Stätte zu ruhn.“